# 會德豐地產
會德豐地產有限公司（除牌當時為0049.HK）是一家曾在香港交易所上市的地產公司。屬會德豐（除牌當時為0020.HK）集團成員，主要業務是負責會德豐和九龍倉集團旗下物業的地產發展、銷售、市場推廣及資產管理。公司在香港註冊，主席為梁志堅。
會德豐地產的辦公室總部位於One Island South一個兩層相連佔地近5萬方呎的寫字樓

## 歷史及交易明細

### 香港置業信託/新亞置業信託
會德豐地產原稱香港置業信託有限公司（英語：Hongkong Realty and Trust Co., Ltd.），簡稱香港置業，與怡和系的香港置地一字之差。1995年改名新亞置業信託有限公司，簡稱新亞置業。在二戰前已經是香港一家上市房地產開發商。曾由馬登家族擁有，但隨後跟隨會德豐公司成為香港華裔商人包玉剛旗下的上市公司之一。
1978年，香港置業信託曾向母公司會德豐，收購連卡佛。又從道林投資收購位於山頂僑福道的僑福閣。

### 會德豐地產
2003年，新亞置業私有化聯邦地產，其後新亞置業改名會德豐地產。
2009年10月，會德豐地產以9.35億向英皇國際出售北角健威坊。

### 私有化
2010年3月，會德豐地產聯同新世界發展成功奪得尖沙嘴柯士甸站上蓋住宅發展權。2010年4月，會德豐宣佈以每股13港元私有化會德豐地產。2010年6月，會德豐地產私有化方案獲得通過，會德豐地產會在7月22日從香港交易所除牌。
2012年3月7日建滔化工以12.788億元向會德豐購入沙田石門匯達大廈。物業24層高，總樓面積約34.9萬方呎，以成交價計算，呎價3664元
2012年12月11日會德豐地產以5.608億元易手，呎價約8549元成功奪得恒生銀行(00011)筲箕灣道171號恒生西灣河大廈。
2013年4月10日，宏利金融旗下「宏利人壽保險（國際）有限公司」以45億港元購入One Bay East西座全幢，為當時九龍區歷來最大宗全幢高廈成交。One Bay East西座落成後命名為Manulife Tower（「宏利大樓」）
2014年5月28日會德豐地產以約25.2億港元，投得啟德第1H區3號地皮，物業位於沐寧街9號，以可建樓面413015平方呎計，平均樓面呎價6102元，提供648伙單位，預計2019年3月底入伙
2014年6月，花旗集團以54.25億港元購入One Bay East東座全幢，平均呎價約10,596港元，較2013年西座售價高出超過兩成，打破香港單一最貴商廈買賣紀錄。東西兩座皆由全球最大的商業房地產服務及投資公司世邦魏理仕負責處理交易。花旗集團需要為此交易繳稅約4.6億港元，One Bay East東座落成後命名為Citi Tower（「花旗大樓」）
2014年11月26日，港鐵公佈由會德豐全資附屬Leading Elite Limited以總補地價金額約為20.64億元，即每平方呎補地價僅1,874元奪得日出康城第五期，港鐵是次不設入場費（即前期建設費用）要求，但中標發展商需負責建造公共運輸交匯處，並設分紅比例最少10%。項目預計，可建樓面面積約110.15萬平方呎，興建三座物業，合共提供1600個單位。
2015年6月5日，港鐵公布由會德豐地產投得日出康城第7期住宅項目，但未有透露中標價錢，市傳項目補地價金額38.8779億元， 即每呎補價約3147元，港鐵將會投放49.8億元，以保留商場權益。日出康城第7期商住項目補地價金額38.8779億元，港鐵將會回贈24.4億元比發展商作為商場補地價的金額，扣除商場補地價金額，即住宅部份的補地價金額為約14.4億元，即每呎樓面補地價金額約1,900元。
2015年11月，中國人壽保險（海外）以58.5億港元購入One HarbourGate全幢西座商廈及西座商舖作香港營運總部，並名為中國人壽中心，呎價約1.49萬元，成為九龍區歷來最大宗的全幢商廈成交
2015年12月31日港鐵公布由會德豐地產以補地價金額約28.52億元，即每方呎約2,545元投得日出康城第九期住宅項目，可建樓面面積1,120,630平方呎，最多提供1780伙單位，項目預計2022年落成。
2016年7月，深圳地產投資公司祥祺集團以45億港元購入One HarbourGate全幢東座商廈作為該集團香港總部，呎價約16071元，並命名為祥祺中心。作價位列全港寫字樓最高成交金額的第六位
2016年11月17日會德豐地產以約63.88億港元，投得觀塘茜發道地皮，物業位於前茶果嶺高嶺土礦場第1期，地皮地盤面積196561平方呎，以最高可建樓面826546平方呎計，平均樓面呎價7728元，計劃提供1100至1200伙單位，落成期限2026年3月底
2017年11月15日，信和置業(佔22.5%權益）、會德豐地產(佔22.5%權益）、世茂房地產(佔22.5%權益）、嘉華國際(佔22.5%權益）及爪哇控股(佔10%權益）合組的財團天基置業有限公司以172.88億元奪得長沙灣興華街西對出的新九龍內地段第6549號的用地 地盤面積約為208262平方呎，以最高可建樓面約987812平方呎計算，每呎樓面地價約17501元，成為香港「地王之王」。
2018年3月9日，會德豐地產以約63.59億港元向海航集团旗下香港國際建投購入啟德第1L區1號地皮，地盤面積約78771平方呎，以最高的樓面面積425361平方呎計，平均樓面呎價14950元。
2018年3月15日，會德豐地產旗下世柏國際有限公司，以約18億港元，平均樓面呎價2.5萬至3.8萬元購入跑馬地雲地利道15號雲地利大廈全幢67伙的75%涉及約50伙住宅，面積1,038至1,474方呎，連同部份車位業權，已持有80%業權。
2018年10月5日，豐泰地產以33.8億港元購入會德豐地產位於將軍澳的三個商場，包括位於唐賢街33號的CAPRI Place、至善街3號的Savannah Place及唐俊街23號的MONTEREY Place，總樓面面積約30萬平方呎。
2018年11月7日地政總署公布會德豐地產(佔29.3%權益）新世界發展恒基地產(佔29.3%權益）及帝國集團合組的財團Voyage Mile Limited以83.33億港元奪得啟德首幅跑道區住宅地，即啟德第4B區3號地盤的新九龍內地段第6574號的用地，地盤面積約為104475平方呎，最高樓面面積為574,615平方呎，平均樓面呎價14500元
2019年2月1日，會德豐地產以約68.89億港元向海航集团旗下香港國際建投購入啟德第1L區2號地皮，以最高的樓面面積551138平方呎計，平均樓面轉讓價約12500元，該項目去年已獲屋宇署批建兩座34層高的員工宿舍，改建住宅需要重新入則。
2019年3月27日，地政總署公布會德豐地產新世界發展恒基地產及中國海外發展帝國集團合組的財團Infinite Sun Limited以98.93億港元奪得啟德第4B區1號地盤的新九龍內地段第6576號的用地，地盤面積約103,151平方呎，以最高樓面面積為722,060平方呎計，平均樓面呎價约13,702元。
2019年5月7日，地政總署公布會德豐地產新世界發展恒基地產及中國海外發展及華懋集團合組的財團Marble Edge Investments Limited以125.9億元投得啟德第4C區2號商住臨海地皮的新九龍內地段第 6552號用地，地盤面積約105110平方呎，以最高樓面面積為641168平方呎計，平均樓面呎價约19636元，成為啟德最貴地皮。
2019年7月24日，地政總署公布會德豐地產中國海外發展及嘉華國際的合資公司星龍香港投資有限公司以127.398億元投得啟德第4A區1號地盤的（新九龍內地段第6577號用地），地盤面積約176,368平方呎，以最高樓面面積為1075831平方呎計，平均樓面呎價约11842元，發展商需負責興建安老院舍同幼兒中心等社會福利設施，有關面積將納入總樓面；發展商亦要修建海濱長廊。
2019年12月30日，會德豐地產公佈撥出三塊位於新界的農地供籌建社會房屋的兩個機構，以興建過渡性房屋，將以每幅土地1元象徵式租金提供，面積合共50萬平方呎，提供合共逾2000個單位，預計6000個家庭受惠。項目位於大埔、屯門和東涌，其中一塊在東涌西滿東邨附近，獲捐地的機構是社會服務聯會及九龍樂善堂。
2021年3月12日，會德豐地產投得港島南岸6期用地。

## 旗下物業

### 主要物業

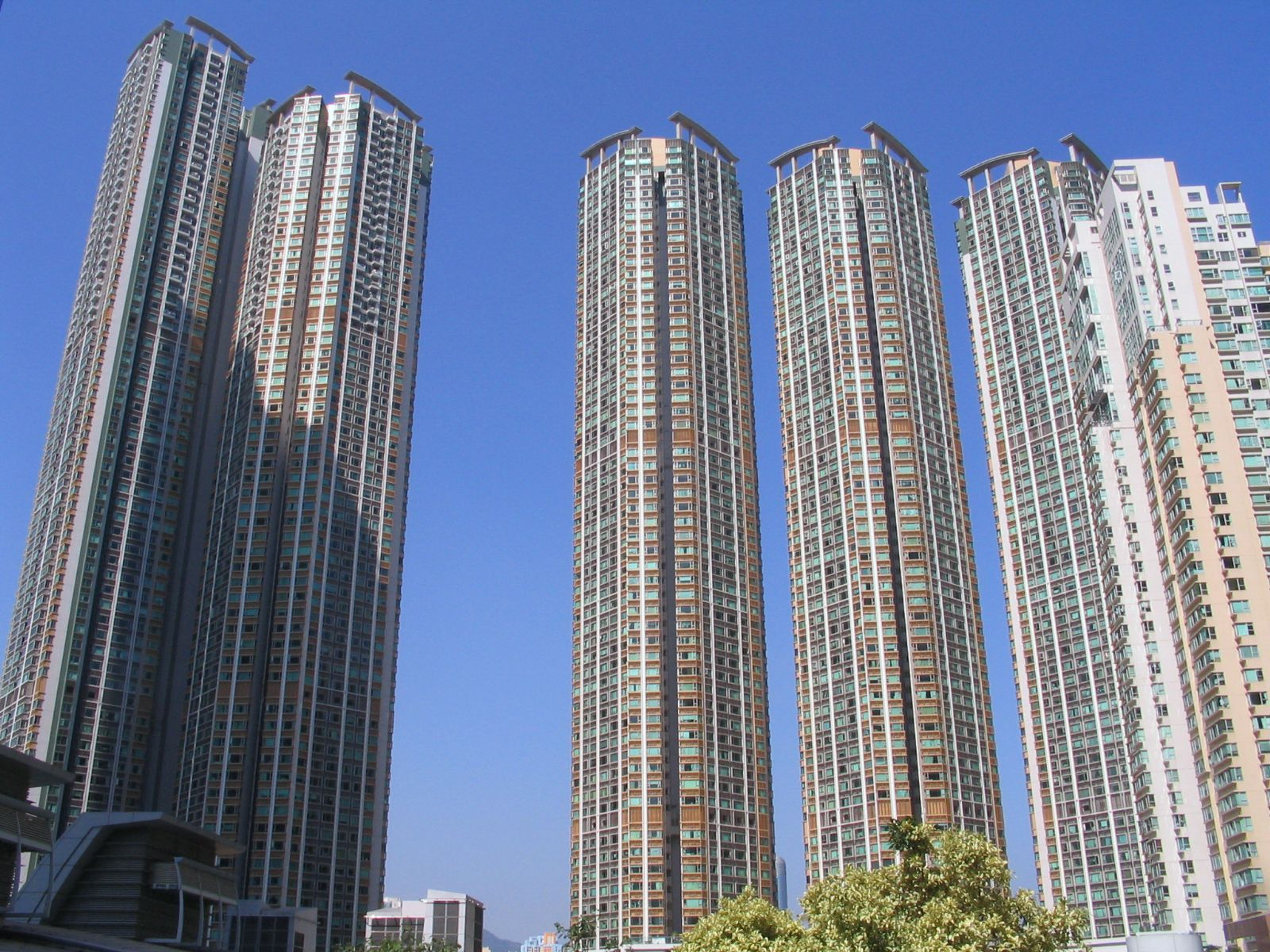
擎天半島
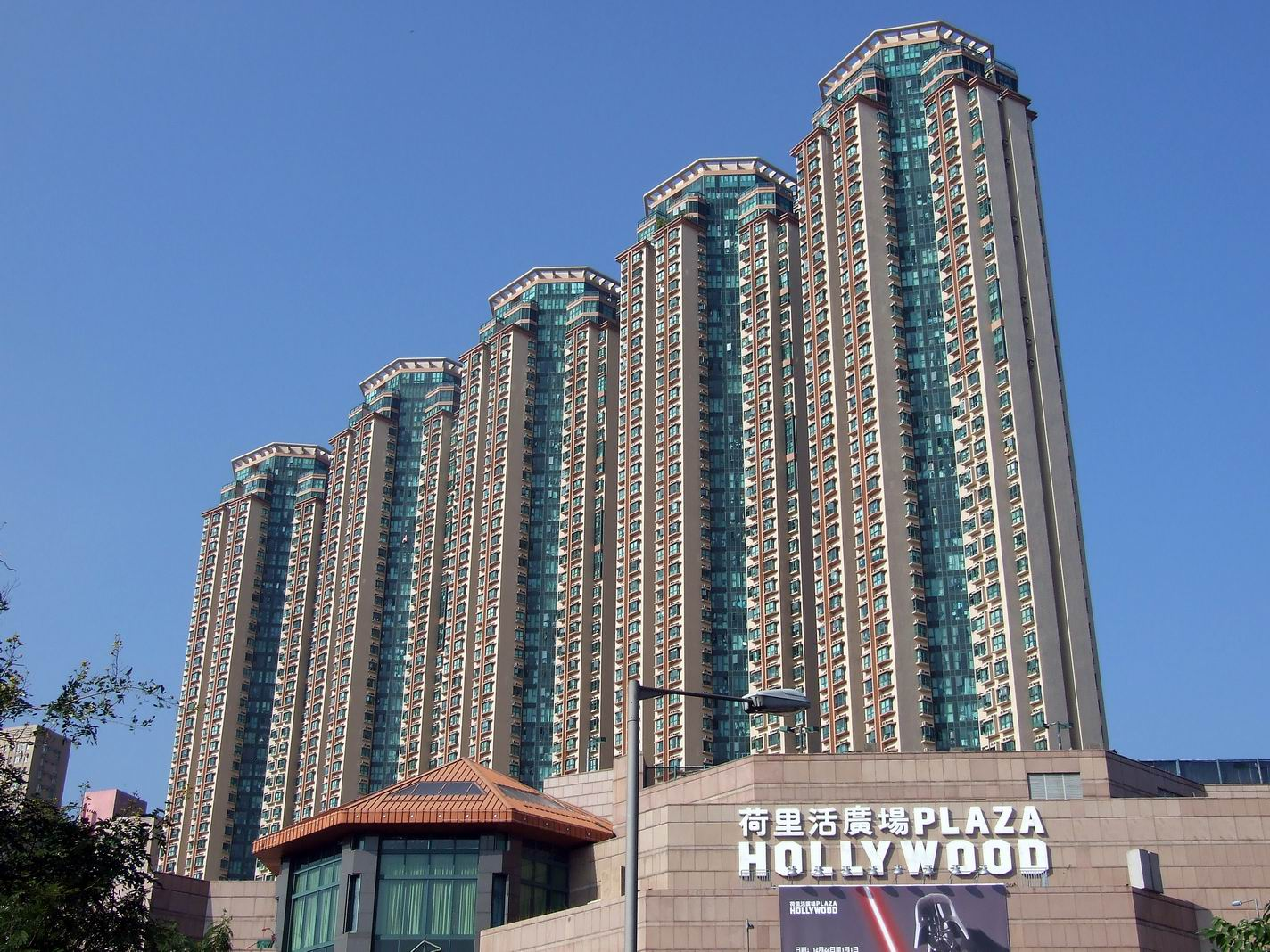
星河明居
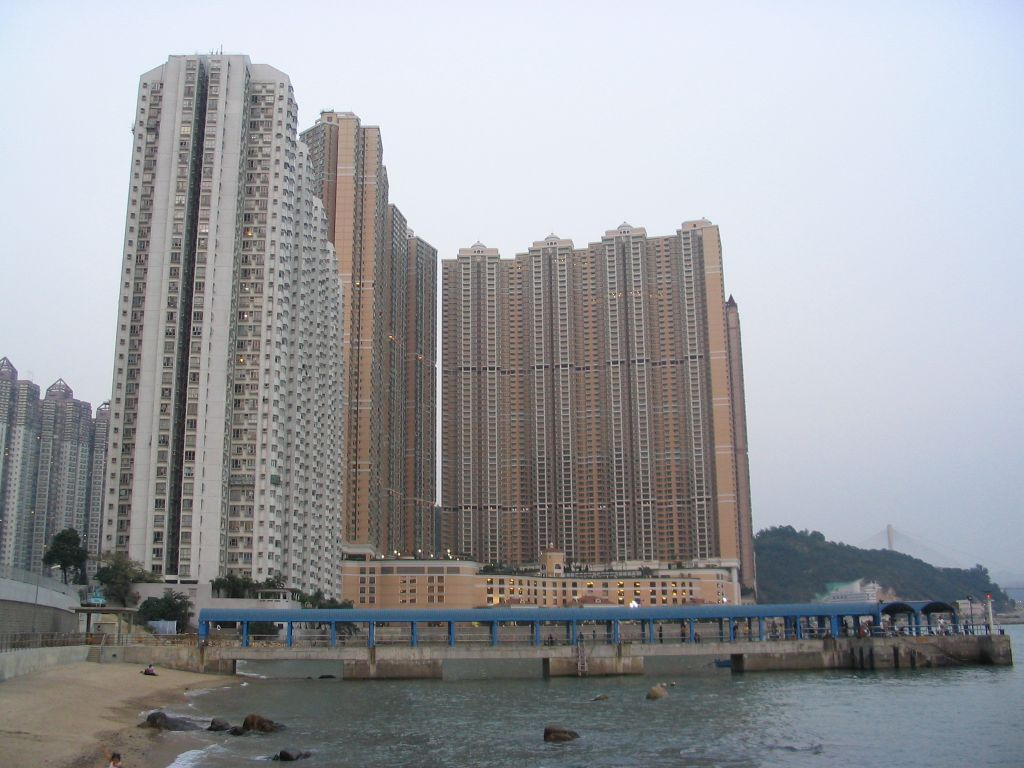
碧堤半島

### 最新落成/建築中物業

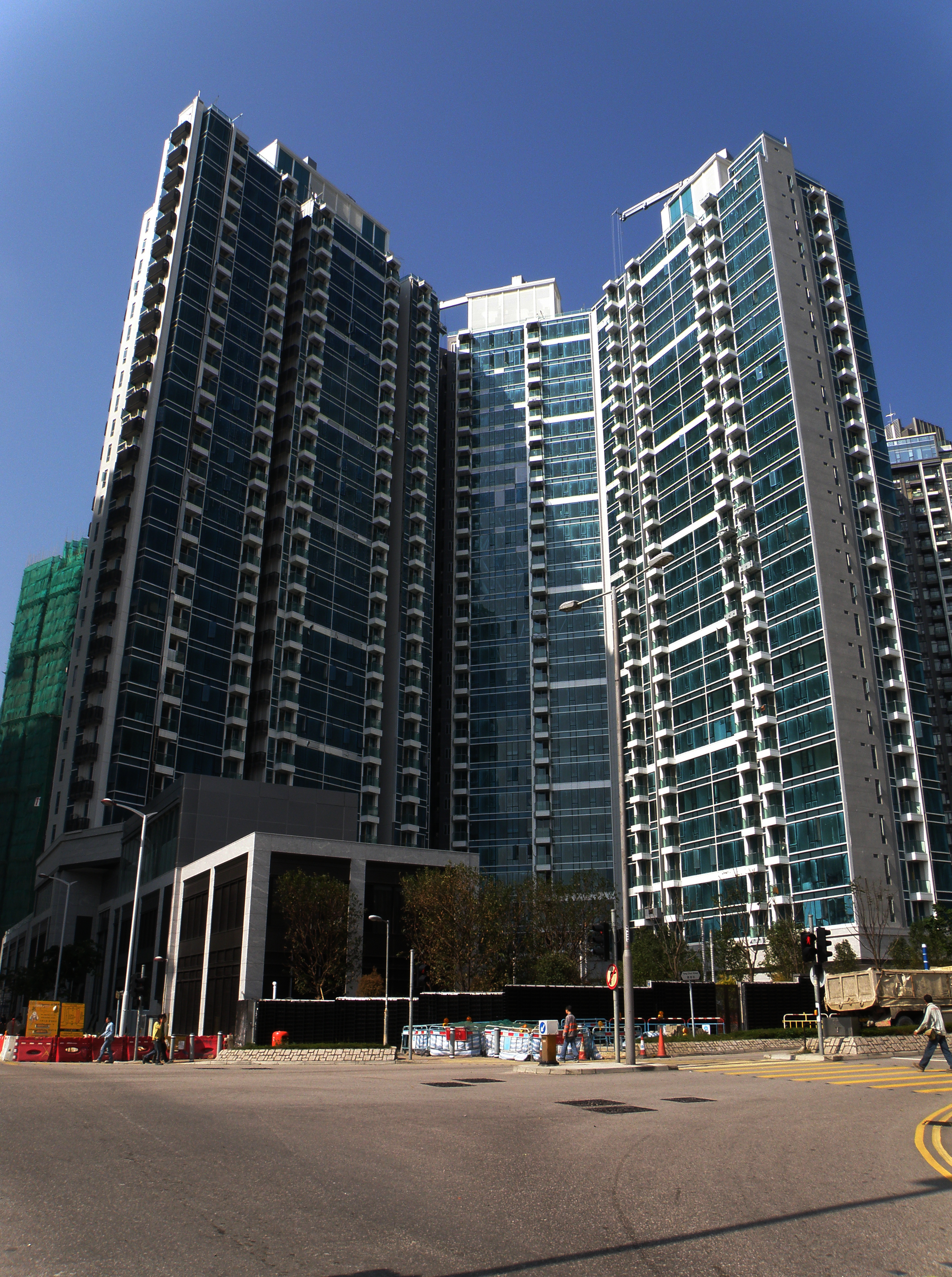
The Parkside
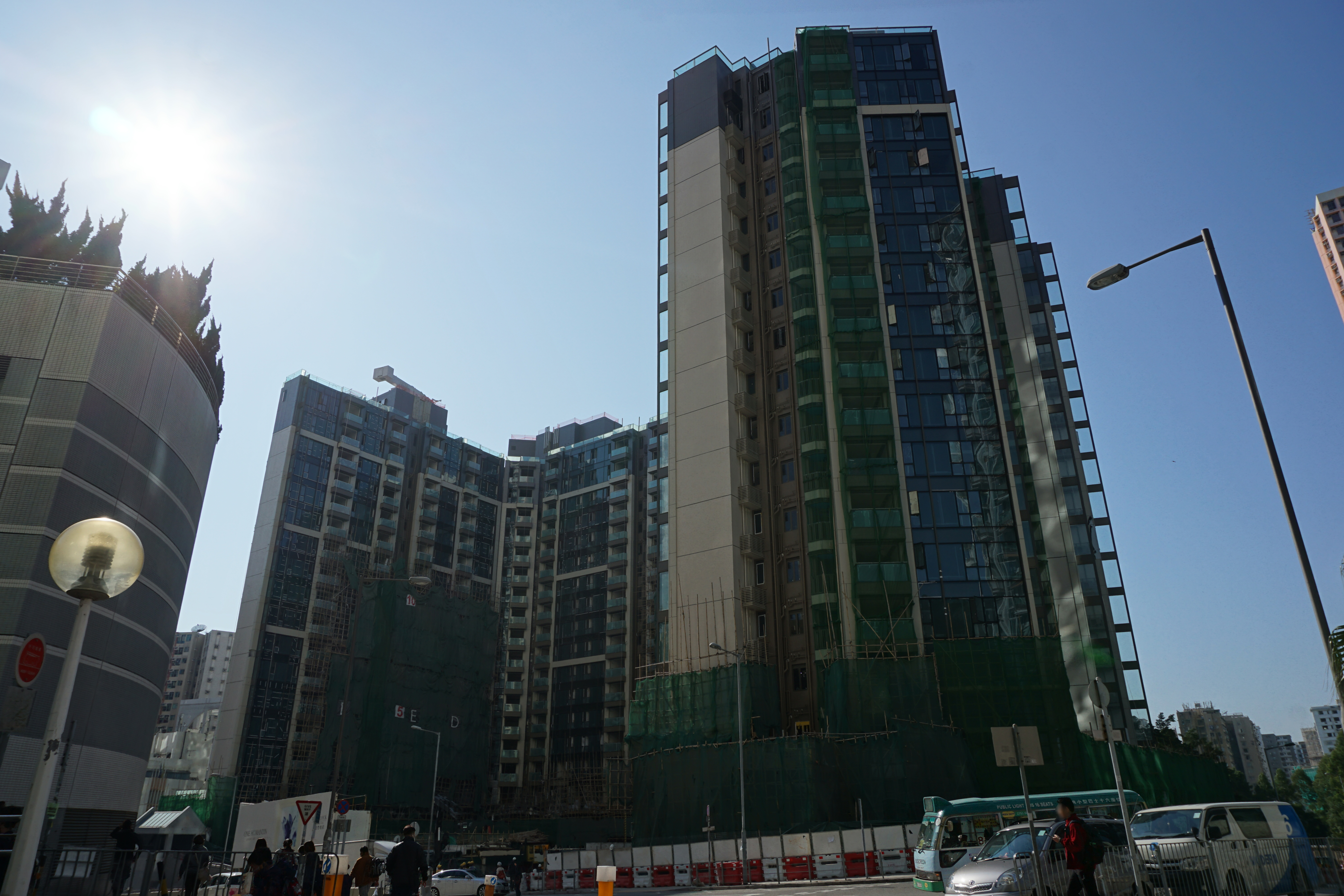
One Homantin
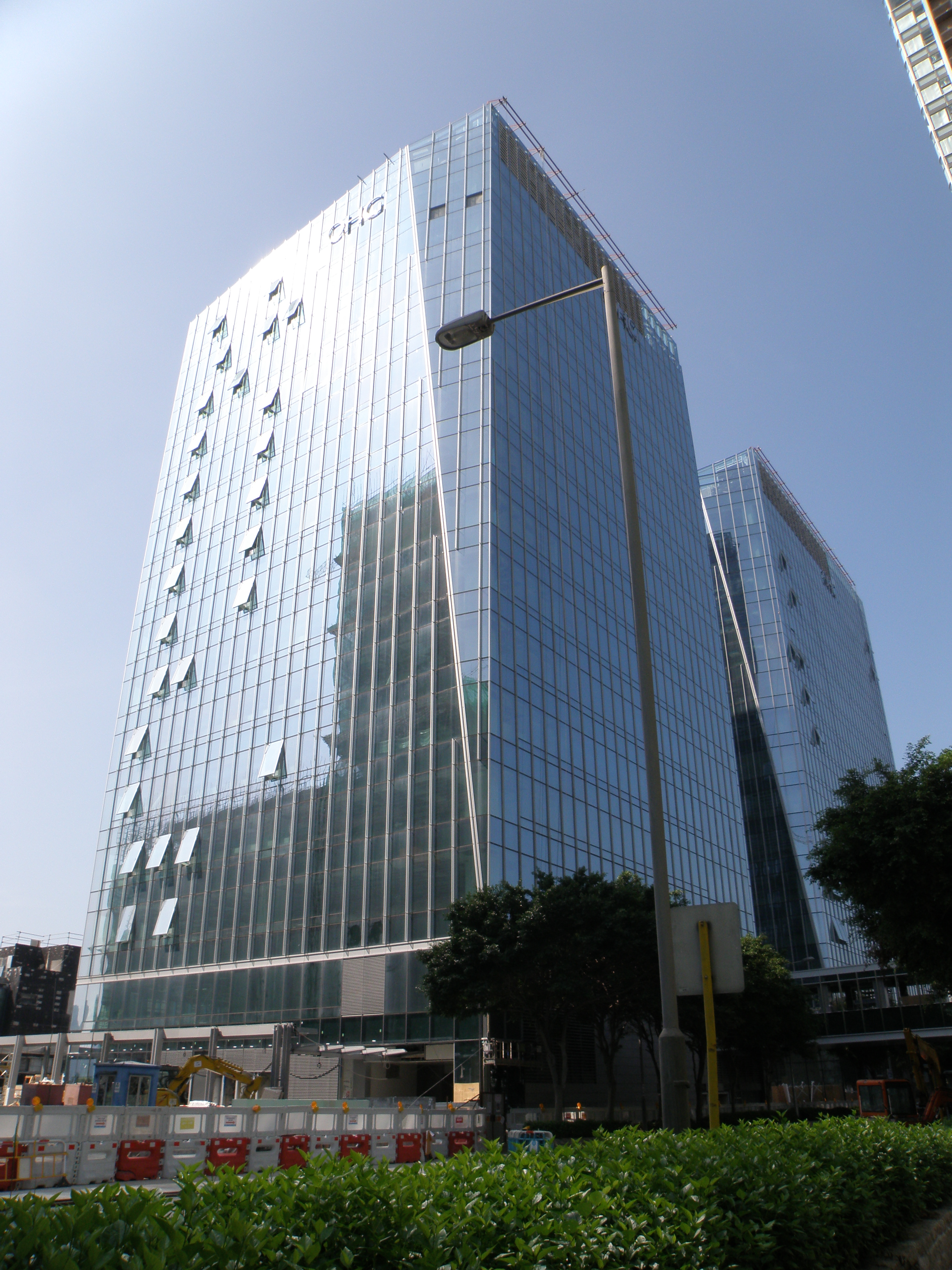
One Harbour Gate
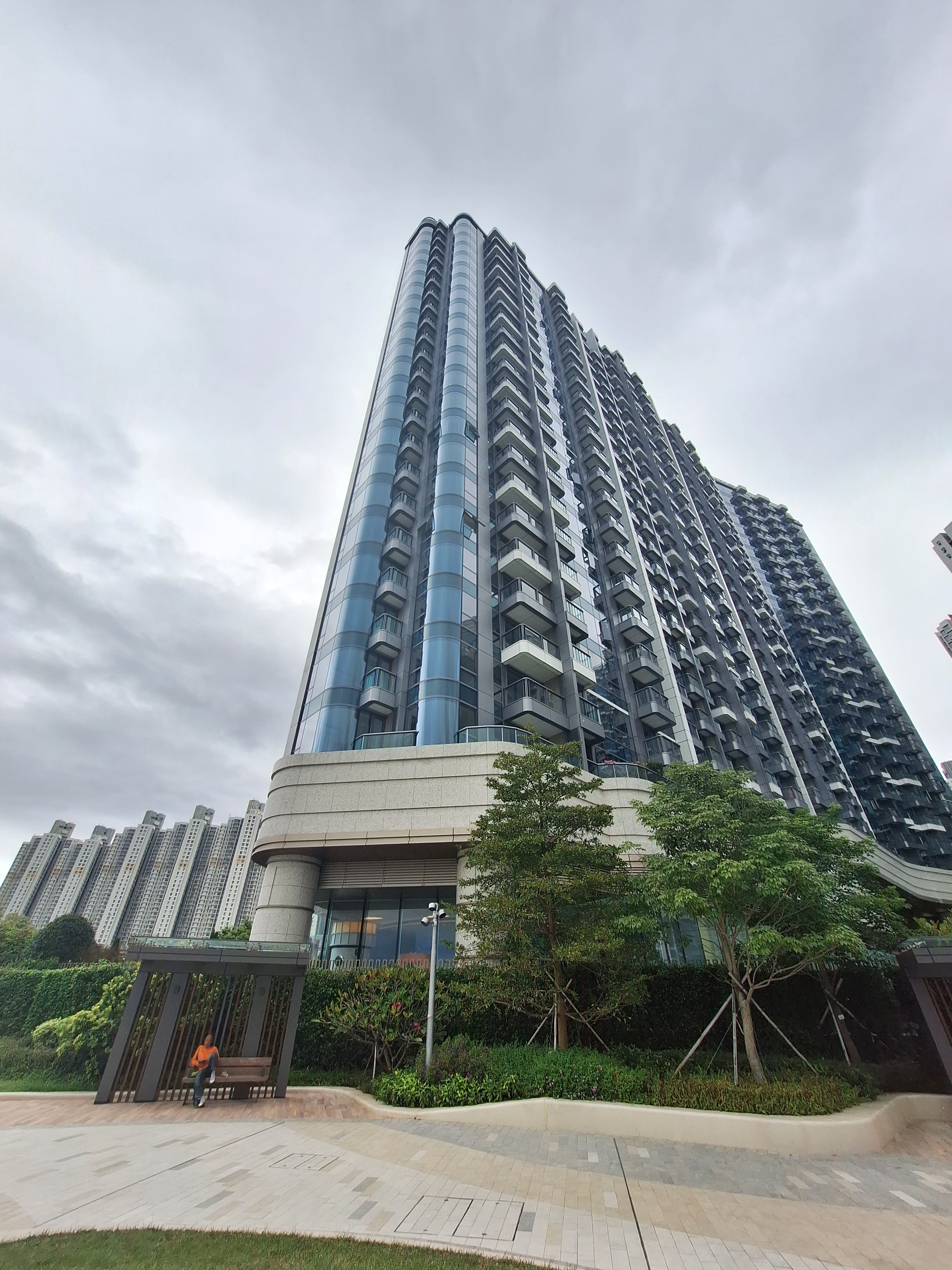
維港匯
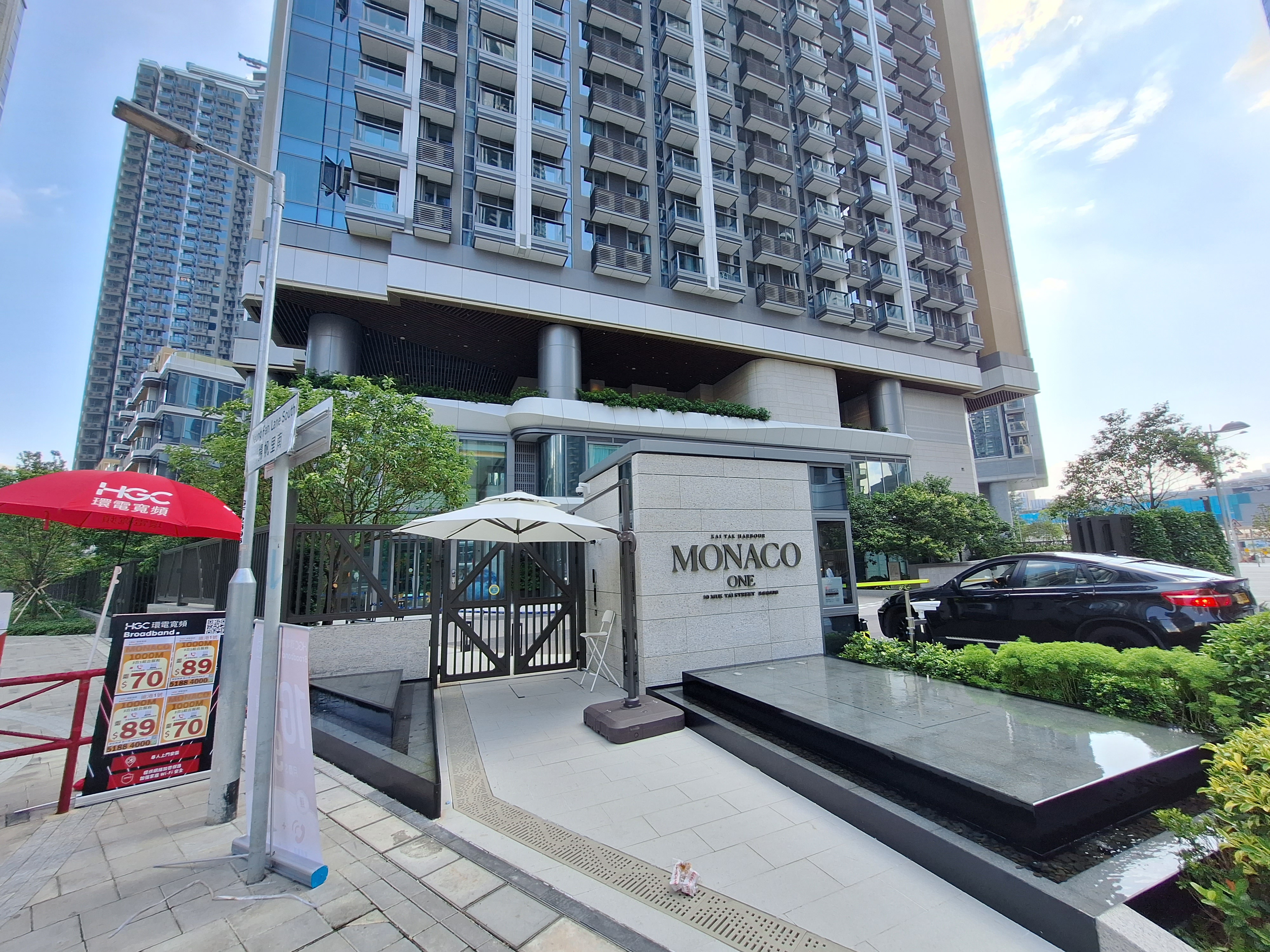
MONACO ONE及MONACO MARINE

## 外部連結
- 會德豐地產有限公司 （页面存档备份，存于）
- 會德豐地產基本資料[永久]